# Evander Holyfield vs. Mike Tyson (1997)
Evander Holyfield vs. Mike Tyson è stato un incontro di pugilato tra Evander Holyfield e Mike Tyson, disputato il 28 giugno 1997 presso la MGM Grand Arena di Las Vegas, valevole per l'assegnazione del titolo dei pesi massimi WBA.
La vittoria è andata al campione in carica Holyfield, che si è aggiudicato l'incontro per via della squalifica di Mike Tyson al 3º round, in seguito ai ripetuti tentativi dello stesso Tyson di mordere le orecchie dell'avversario addentando e staccando un pezzo di cartilagine di quello destro.
Il match è noto anche come Holyfield-Tyson II: The Sound and the Fury, per ragioni di tipo promozionale. L'incontro fu la rivincita dell'incontro precedente disputato il 9 novembre 1996.

## Antefatti
La sfida precedente, disputata sei mesi prima, aveva sancito il successo di Holyfield per KOT all'undicesima ripresa. Tyson, che era anche andato al tappeto alla sesta ripresa a seguito di un montante sinistro, fu sconfitto per la seconda volta in carriera (la prima fu contro Buster Douglas). Quando venne firmato l'accordo per il rematch, l'arbitro designato fu nuovamente Mitch Halpern, causando le ire del team di Tyson, che chiese l'assegnazione di un arbitro diverso, adducendo a motivo la tolleranza di Halpern verso i ripetuti scontri tra le teste durante il primo match, tutti tollerati come incidenti laddove Iron Mike e il suo angolo avevano chiesto di considerarli fallosi e di irrogare penalità. La Nevada State Athletic Commission diede torto al team di Tyson, ma Halpern optò per rinunciare volontariamente a dirigere il combattimento pochi giorni prima, dichiarando di non voler essere causa di distrazione. L'incarico fu quindi riassegnato al veterano Mills Lane, che aveva arbitrato in sei precedenti incontri Tyson e in sette occasioni Holyfield.

## L'incontro
La rivincita iniziò in modo analogo al primo match, con Holyfield a comandare: allo scadere della prima ripresa riuscì anche mettere a segno un pesante gancio ai danni di Tyson, e si aggiudicò ai punti il round, unanimemente per i tre giudici.
La svolta dell'incontro accadde nel secondo round: durante un contatto ravvicinato, i due pugili si scontrarono reciprocamente con la testa, con Tyson che rimediò un taglio sopra la palpebra dell'occhio destro. Il pugile di Catskill si rivolse allora all'arbitro Mills Lane, accusando Holyfield di averlo colpito volontariamente. Lane giudicò invece il contatto come involontario, e lasciò proseguire l'incontro, senza ammonire Holyfield.
La frustrazione cominciava a far breccia in Tyson e nel suo team, che percepivano come il rematch stesse prendendo la stessa piega del primo incontro. Nella foga di riprendere il combattimento, Tyson iniziò il terzo round senza paradenti, obbligando l'arbitro a fermarlo per farglielo reindossare: Tyson disputò un buon round, riuscendo a colpire in più occasioni Holyfield con ottime combinazioni di colpi. In quel momento parve capace di ribaltare il match e il pubblico, percependo il cambio d'inerzia, aveva cominciato ad acclamarlo. A circa quaranta secondi dal termine del terzo round avvenne però l'episodio chiave: mentre i due pugili erano a stretto contatto corpo a corpo, Tyson abbracciò l'avversario e all'improvviso gli morse l'orecchio destro, riuscendo a staccarne un pezzo che immediatamente sputò sul ring. Holyfield iniziò allora a perdere sangue e a saltare per il dolore facendo intervenire Mills Lane, che pur non avendo visto chiaramente l'azione fallosa chiamò time out. In quel frangente Tyson si riportò a muso duro verso Holyfield e gli diede un violento spintone alle spalle, facendolo finire contro le corde. La confusione perdurò per diversi minuti: l'arbitro, presa conoscenza dell'accaduto, pensò di squalificare Tyson, ma il medico di bordo ring dichiarò Holyfield ancora idoneo a continuare l'incontro. Lane irrogò quindi una penalità di due punti a carico di Tyson: Iron Mike tentò di protestare, affermando di averlo solo colpito con un pugno, ma l'esperto arbitro non si fece condizionare. 
Alla ripresa del match la situazione era incandescente: Holyfield, molto arrabbiato per l'accaduto, cercò con risolutezza il colpo del KO, ma andò ripetutamente a vuoto. Poco dopo, durante un altro corpo a corpo, Tyson ripeté l'azione (stavolta mordendo l'orecchio sinistro); Holyfield nuovamente protestò, ma mantenne il controllo e portò al termine il round. Dopo aver visto il replay del secondo morso, l'arbitro Lane sospese il combattimento e squalificò Tyson. Questi perse definitivamente il controllo: cercò infatti di aggredire sia il rivale, sia un membro del team di Holyfield; ne scaturì una colossale rissa sul ring, con Tyson che spintonava chiunque si trovasse vicino a lui, perfino i poliziotti. Solo l'intervento di massa della polizia riuscì a placare la situazione, permettendo ai pugili di lasciare il ring: rientrando negli spogliatoi, Tyson venne anche insultato duramente dal pubblico, che lo bersagliò con lanci di monetine, carte e bottiglie.

## Conseguenze
Il verdetto del match sancì ufficialmente la vittoria di Holyfield, che si riconfermò campione del mondo dei massimi WBA.
Come conseguenza della squalifica, nel luglio 1997 la Nevada Athletic Commission revocò a Mike Tyson la licenza per combattere negli Stati Uniti, e lo sanzionò con una multa di 3 milioni di dollari. Il 18 ottobre 1998 la revoca della licenza venne però annullata, su decisione della stessa Nevada Athletic Commission. Il match segnò di fatto anche la fine della carriera ad alto livello di Mike Tyson, che tentò un ultimo assalto al titolo mondiale contro Lennox Lewis nel 2002 ma fu sconfitto per KO. 
Holyfield continuò a combattere ancora ad alto livello per qualche anno, perdendo poi i suoi titoli contro lo stesso Lennox Lewis.
Nel 2009 Tyson e Holyfield fecero ufficialmente "pace".
Il match generò un incasso totale di 180 milioni di dollari (304 milioni di dollari a seguito dell'inflazione), sommando biglietti, diritti radiotelevisivi, pay-per-view e giro di scommesse.